# Lithosia tienmushanica
Lithosia tienmushanica là một loài bướm đêm thuộc phân họ Arctiinae, họ Erebidae.